# 制限修飾系
制限修飾系(せいげんしゅうしょくけい、英語：Restriction-Modification system; RM system)とは、細菌や古細菌といった原核生物がしばしば保持する、バクテリオファージ等の感染によってもたらされる外来DNAに対する防御システムの1つである。
このシステムは、制限酵素と呼ばれるDNAエンドヌクレアーゼ(英:Restriction Enzyme、REase)とメチル化酵素であるDNAメチルトランスフェラーゼ(英:Methyltransferase、MTase)の2種類の酵素から成り立っている。このシステムは、バクテリオファージなどによって導入された外来DNA(感染因子)を、制限酵素によって切断して破壊する。
制限酵素はある特定の配列（モチーフ配列）を認識し、DNA鎖の非末端のホスホジエステル結合を切断する特徴がある。一般にこのモチーフ配列は4–10塩基対程度の長さであり、しばしば回文的な構造を持つ。その短さのためもあり、殆どの場合、外来遺伝子中のみならず、それを発現している細菌自身のゲノム中にもモチーフ配列が多数存在している。そこで、制限酵素によって細菌自身のDNAが破壊されることを防ぐために、細菌DNA中のモチーフ配列はDNAメチルトランスフェラーゼ(メチル化酵素、MTase)によってメチル基修飾が付加される。
このようなメカニズムにより、自身のDNAをメチル化により防御しながら、外来遺伝子を制限酵素で切断する、という防御システムを原核生物は発達させてきた。既知の細菌系統の約4分の1からこの制限修飾系を少なくとも1セット所有しており、約半分の細菌系統では複数タイプのシステムを持っていることが知られている。

## 背景と歴史
制限修飾系は、1952年から1953年にかけて、サルバドール・エドワード・ルリアとMary Humanによって報告された。バクテリオファージをバクテリアに感染させたところ、バクテリオファージのDNAが何らかの修飾を受けて成長が制限される（抑制される）ことを発見した。1953年に、Jean WeigleとGiuseppe Bertaniは、異なるバクテリオファージを使用して、ホストの細菌側から同様の改変と制御を受ける例を報告した。1962年のDaisy Roulland-Dussoixとヴェルナー・アーバーによる研究やその後の多くの研究から、この制限は細菌が持つ特定の酵素によってバクテリオファージのDNAが改変され、分解が引き起こされることによるものである、ということが分かった。ハミルトン・スミスが、現在制限酵素として知られている酵素の最初のクラスであるHindIIを分離し、ダニエル・ネイサンズはこれが制限酵素地図の作成に使用できることを示した。
制限酵素はDNAの制御操作に使用できるため、この酵素が実験室で単離されたことは、遺伝子工学における重要なマイルストーンである。その功績から、ヴェルナー・アーバー、ダニエル・ネイサンズ、ハミルトン・スミスは、1978年にノーベル生理学・医学賞を受賞した。

## 制限修飾系のタイプ
制限修飾システムには4つタイプが知られており、タイプI、II、IIIでは制限酵素活性とメチル基転移（メチラーゼ）活性を備えており、タイプIVは制限酵素活性のみを持っている。番号は発見された順に命名されている。
タイプI
最も複雑で、R（制限）、M（修飾）、S（特異性）の3つのポリペプチドから構成されている。Sサブユニットは、制限とメチル化の両方の特異性を決定している。この複合体はDNAの切断とメチル化修飾の両方を行える。どちらの反応にもATPが必要であり、しばしば切断サイトは認識部位からかなり離れており、さらに厳密には決まっていない。そのため、まちまちな長さでDNAが切断されてしまい、ゲル電気泳動では分離したバンドを明瞭に観察することは容易ではない。
タイプII
最もシンプルな構造であり、遺伝子工学の分野において最も普及している。メチルトランスフェラーゼとエンドヌクレアーゼは、複合体ではなく2つの別個のタンパク質としてコード化され、独立して機能する。両方のタンパク質は同じ認識部位を認識するため、活性をめぐって競合する。メチル化酵素は単量体として作用し、二重鎖を一度にメチル化する。エンドヌクレアーゼはホモダイマーとして機能し、両方の鎖の切断を促進する。認識配列の内部または近傍に存在する厳密に決まったサイトで切断が発生するため、ゲル電気泳動によって個別のフラグメントを観察できる。 このため、生命工学の分野では、DNA分析や遺伝子クローニングのためにタイプIIシステムがよく利用されている。
タイプIII
R（res）およびM（mod）のサブユニットをコードするタンパク質から構成される。この複合体は、メチル化修飾と切断の両方に作用する。 ただし、Mタンパク質は単体でメチル化活性を持つ。メチル化は、他のタイプとは異なり、DNAの1鎖でのみ発生する。RおよびMタンパク質によって形成されたヘテロ二量体は、同じ反応を修飾および制限することによって、それ自体と競合するため、しばしば不完全な消化をもたらす。  
タイプIV
制限酵素のみを含み、メチル化転移を行うドメインを含まないため、完全なRMシステムとはみなされないことがある。他のタイプとは異なり、タイプIV制限酵素は修飾されたDNAのみを認識して切断する。 

## 生態学的な機能
髄膜炎菌(Neisseria meningitidis)は、複数のタイプII制限エンドヌクレアーゼシステムを持っている。環境下において行われる形質転換では、レシピエントの細菌細胞が隣接するドナーの細菌細胞からDNAを取り込み、このDNAを組換えによってそのゲノムに組み込むプロセスが行われる。制限修飾系に関する初期の研究では、この形質転換の際に他系統や近縁種からのDNA導入が制限されるかどうかを調べ、細菌がバクテリオファージや外来から侵入するDNAからどのように身を守るのか、に関して研究が進められた。
形質転換は高度に進化した複雑なプロセスであり、細菌の表面や膜、細胞質にある複数のタンパク質が、形質転換するDNAと相互作用している。Neisseria属には、制限修飾系が数多く存在することが知られている。例えばN. meningitidisでは複数のタイプII制限修飾系が知られており、サブ系統によってその特異性が異なっている。この特異性は、クレード間における形質転換を阻害する、バリアのような役割を果たす。ルリアは自伝で、このような制限修飾系の機能を「不親切の極端な例」(”an extreme instance of unfriendliness”)と呼んだ。今日では、このような制限修飾系がもたらす効果は、髄膜炎菌における系統的隔離および種分化の主要な推進力になっていると考えられている。CaugantとMaiden は、髄膜炎菌が持つ制限修飾系が、非常に近縁な系統との遺伝的交換を可能にすると同時に、異なる系統に属する髄膜炎菌間の遺伝的交換を減らす（ただし完全ではない）可能性があることを示唆した。このような理由から、制限修飾系は利己的な遺伝的要素とみなされることもあり、系統の独立性の維持に貢献していると考えられる。 
一方で一部のウイルスは、自分自身のDNAをメチル基やグリコシル基で修飾することで、制限酵素をブロックして制限修飾系を突破する方法を進化させてきた。例えばT3やT7などのバクテリオファージは、制限酵素を阻害するタンパク質をコードしている。これらのウイルスにさらに対抗するために、一部の細菌は、修飾されたDNAを認識して切断し、修飾されていない宿主のDNAには作用しない、タイプIVの制限修飾系を進化させてきた。また一部の原核生物では、複数のタイプの制限修飾システムを保持している。
同じ制限修飾系を持つ系統間では比較的遺伝的交換が起きやすい（阻害されない）ため、制限修飾系は雑種的(promiscuous)な系統でより豊富である。細菌系統における制限修飾系の種類や特異性は急速に変化しやすいため、種内における優先的な遺伝的移入経路は常に変化しており、遺伝子移入の時間依存ネットワークを生み出すと予想されている。

## 可動性遺伝子との関係
制限修飾系は、可動性遺伝子要素（mobile genetic elements; MGE）とそのホスト間の共進化的な相互作用に影響を与えることがある。制限修飾系をコードする遺伝子は、プラスミドやプロファージ、挿入配列、トランスポゾン、統合的共役要素（ICE）、インテグロンなどのMGEと共に、原核生物のゲノム間を移動することが報告されている。しかしながら近年、プラスミドには制限修飾系が比較的少なく、一部はプロファージにあり、ファージにはほとんど存在しないことがわかってきた。一方、これらすべてのMGEは多数の孤立した制限修飾系関連、特にMTaseをコードしている。これに照らすと、RM遺伝子の可動性はMGEへの依存度が低く、たとえば小規模なゲノム融合のホットスポットの存在により依存している可能性がある。制限修飾系はゲノム間を移動するために、形質転換や小胞、ナノチューブ、または一般的な形質導入などの、他のメカニズムを利用することも可能である。